# فرانكو إزرائيل
فرانكو إزرائيل (مواليد 22 أبريل 2000) هو لاعب كرة قدم أورغوياني يلعب في مركز حارس المرمى في نادي سبورتينغ لشبونة.

## روابط خارجية
- فرانكو إزرائيل على موقع الاتحاد الأوربي (الإنجليزية)
- فرانكو إزرائيل على موقع قاعدة بيانات كرة القدم.إي يو (الإنجليزية)
- فرانكو إزرائيل على موقع ليكيب (الفرنسية)
- فرانكو إزرائيل على موقع Soccerway.com (الإنجليزية)
- فرانكو إزرائيل على موقع عالم كرة القدم.نت (الإنجليزية)